# Sybille Moser-Ernst

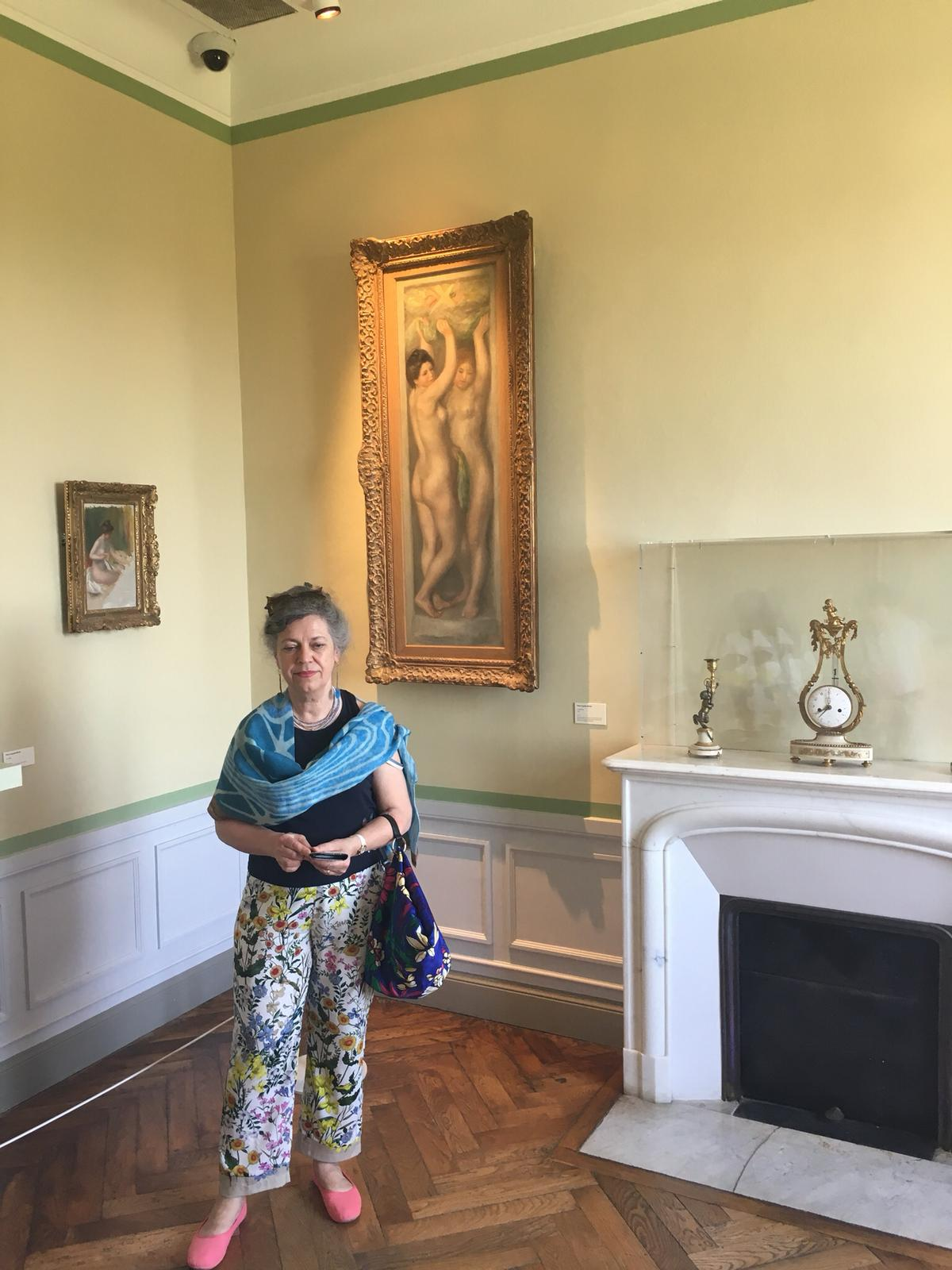
Sybille Moser-Ernst, 2019

Sybille Moser-Ernst, geborene Sybille Karin Moser (* 25. Juni 1955 in Graz), ist eine österreichische Kunstwissenschaftlerin und Porträtmalerin.

## Leben
Sybille Moser-Ernst wurde am 25. Juni 1955 in Graz geboren. Sie ist die ältere Tochter von Kurt Moser, einem Ziviltechniker und Universitätsprofessor für Bauingenieurwissenschaften. Der Vater war u. a. im Brückenbau tätig, dadurch musste die Familie mehrmals ihren Wohnort wechseln. Sybille Moser-Ernst wuchs aus diesem Grund in Düsseldorf, Würzburg, Gleisdorf (Steiermark/Ö) und in der Stadt Salzburg auf. In Salzburg absolvierte sie das Neusprachliche Gymnasium der Ursulinen. 1972 ging sie nach Lausanne (CH) und erwarb das Cértificat pratique de la Langue Française an der Universität Lausanne. Von 1973 bis 1977 studierte sie Mathematik und Französische Literatur an der Universität Innsbruck, ab 1978 Kunstgeschichte, Geschichte und Philosophie. Sie legte ihre Promotion 1984 mit einer Arbeit über „Franz Richard Unterberger und die salonfähige Landschaftsmalerei des 19. Jahrhunderts“ „sub auspiciis praesidentis“ ab. Die Dissertation wurde 1985 gedruckt.
Seit ihrer frühen Jugend ist sie eine passionierte Zeichnerin. Neben ihren geisteswissenschaftlichen Studien belegte sie Kurse in Malerei in der Meisterklasse Rudolf Kortokraks, dem Assistenten von Oskar Kokoschka, an der Internationalen Sommerakademie für bildende Kunst Salzburg und in Tuscania (Italien). Von 1977 bis 1980 betätigte sie sich als Zeichnerin für archäologische Ausgrabungen am Institut für Vor- und Frühgeschichte der Universität Innsbruck. 1980 wurde sie wissenschaftliche Assistentin am Innsbrucker Institut für Kunstgeschichte. Sie wurde nach dem frühen Tod des Institutsleiters Heinz Mackowitz 1985 beauftragt, einen Großteil von dessen Lehre zu übernehmen. Trotz eines umfangreichen Lehrdeputats verbrachte sie zwischen 1986 und 1992 jährlich mehrwöchige Forschungsaufenthalte am Warburg Institute in London als Postdoc bei Ernst H. Gombrich. Von 1986 bis 2002 war sie Lehrbeauftragte an der Fakultät für Bauingenieurwesen und Architektur der Universität Innsbruck. Als Visiting Professor lehrte sie an der University of Guelph, Ontario, Kanada, in der School of Fine Art and Music im Studienjahr 1999/2000. Mit ihrer Habilitationsschrift über „Albrecht Altdorfer. Bild und Wirklichkeiten“ erlangte sie die Venia legendi für das gesamte Fach Kunstgeschichte. Von 2001 bis 2020 war sie außerordentliche Universitätsprofessorin am Institut für Kunstgeschichte in Innsbruck.
Sybille Moser-Ernst ist Mutter von Zwillingen und verehelicht mit dem Politikwissenschafter und ehemaligen Universitätsprofessor Werner W. Ernst.

## Wissenschaftliches und künstlerisches Interesse
Sybille Moser-Ernst beschäftigt sich in ihren Forschungen zur Kunst mit der grundlegenden und anthropologischen Frage des Bildermachens – warum und vor allem wie schafft sich der Mensch (Ab-)Bilder? Ihre Lehre sowie ihre Schriften zeichnen sich durch die Engführung von Kunst und Wissenschaft aus. Sie vertritt einen bildwissenschaftlichen Ansatz in Kombination mit Kennerschaft. Aufgrund ihrer Kennerschaft im Bereich der Malerei (u. a. Franz Richard Unterberger, Josef Moroder-Lusenberg, Mathias Schmid) wird sie als Gutachterin von internationalen Auktionshäusern wie dem Dorotheum, Sotheby’s, Christie’s und anderen, angefragt. Ihre kunsthistorischen Schwerpunkte bilden vor allem die Malerei und Zeichnung ab dem 16. Jahrhundert bis zur Gegenwart. Ihre theoriebildenden Überlegungen zum Medium Bild, entwickelte sie in Auseinandersetzung mit dem Werk ihres Lehrers Ernst H. Gombrich. Erstmals legte sie diese in dem Aufsatz „Sinnbild und Abbild. Zur Funktion des Bildes“ 1994 in schriftlicher Form dar.
Während ihrer Tätigkeit als Professorin an der Universität war die Auseinandersetzung mit aktuellen kulturellen Fragestellungen auch immer Teil ihrer Lehre sowie ihrer Publikationen. Sie verfolgte dabei philosophische sowie theologische Ansätze wie etwa in dem Aufsatz „Sexualität und Gender. Prolegomenon zu einer Theorie der Veränderung in biblischer Sicht“. Dabei scheute sie sich nicht, immer wieder prekäre oder ideologisch belastete Themen der Kunstgeschichte aufzugreifen. Wie etwa die Darstellung der Tiroler Heimatfotografie während der NS-Zeit oder das Suchen und Auffinden der Reste des Hitler-Mosaiks von Hubert Lanzinger in der Universität Innsbruck.
Daneben betätigt sich Sybille Moser-Ernst als Porträtmalerin.

## Veröffentlichungen (Auswahl)

### Monografien
- Franz Richard Unterberger und die salonfähige Landschaftsmalerei im 19. Jahrhundert. Tyrolia, Innsbruck/Wien 1986.
- Josef Moroder Lusenberg. Ein Künstlerfürst in der Provinz: Pinakoplastiker und Maler. Rosenheimer Verlag, Rosenheim 2016.
- Mathias Schmid. Gegen den Strich gemalt. Tyrolia, Innsbruck 2023 (gemeinsam mit Ursula Marinelli).
- Das Bild des Peter Anich. Der Porträtmaler Philipp Haller in einer Studie zu Kunst und Wissenschaft im 18. Jahrhundert. innsbruck university press, Innsbruck 2025 (gemeinsam mit Ursula Marinelli).[15]

### Herausgeberschaften
- mit Christoph Bertsch: Festschrift Heinz Mackowitz. Neufeld, Lustenau 1985.
- mit Enrico Savio: …der blutige Ernst des Lebens. Der Maler Aksel Waldemar Johannessen: Arbeit, Schicksal, Theater. Landesverlag, Linz 1995.
- mit Ursula Mathis-Moser: Asingit. Die Stimme des Anderen. Kunst aus Nunavut (= Veröffentlichungen der Universität Innsbruck, Bd. 240). Innsbruck 2002.
- ART and the MIND – Ernst H. GOMBRICH. Mit dem Steckenpferd unterwegs. V&R unipress, Göttingen 2018.
- mit Christoph Bertsch: KUNST :: WISSENSCHAFT Eine fächerübergreifende Untersuchung am Beispiel der Universität Innsbruck, innsbruck university press, Innsbruck 2019.

### Beiträge in Sammelwerken und Zeitschriften
- Caricature as the ‚Language of Things‘. In: Cao Yiqiang, John Onians, Nicolas Penny and Matthew MacKisack (Ed.): Global Culture after Gombrich. Art, Mind, World. Bristol 2024, S. 20–41.[16]
- Wiederabgedruckt: Ernst H. Gombrichs „Pictorial Instructions“ – Gebrauchsanleitungen im Zeichen einer Theorie des Bildes, mit einer Einführung von Sybille Moser-Ernst. In: Paul Brakmann, Lea Hilsemer (Hrsg.): Instruktive Bilder: Visuelle Anleitung praktischer Fertigkeit (Bildwelten des Wissens. Kunsthistorisches Jahrbuch für Bildkritik, hrsg. v. Katja Müller-Helle und Claudia Blümle. Begründet von Horst Bredekamp, Matthias Bruhn und Gabriele Werner, Bd. 20), De Gruyter, Berlin - Boston 2024, S. 84‑98 (open access).[17]

- Der Blick, der Gletscher und das Bild: Kunstwissenschaftliche Notizen. In: Edith Hessenberger, Veronika Raich (Hrsg.): Ötztaler Gletscher. Katastrophen, Klimawandel, Kunst [ Ötztaler Museen Schriften, Bd. 9). Studienverlag, Innsbruck 2023.
- Metapher und Ähnlichkeit – Neue Gedanken zu „SINNBILD und ABBILD – Zur Funktion des Bildes“. In: Günter Burkart, Nikolaus Meyer (Hrsg.), Die Welt anhalten. Von Bildern, Fotografie und Wissenschaft, Beltz Verlag, Weinheim - Basel 2016, S. 39–84.
- Geschichte des Karikaturprojektes Kris / Gombrich. Antworten und offene Fragen (gem. m. Ursula Marinelli). In: Niels Grüne, Claus Oberhauser (Hrsg.), Jenseits des Illustrativen. Visuelle Medien und Strategien politischer Kommunikation (Schriften zur politischen Kommunikation, Bd. 20), V&R unipress, Göttingen 2015, S. 249–275.
- Die Karikatur als „die Sprache der Dinge“. In: Christoph Bertsch, Viola Vahrson (Hrsg.): Gegenwelten. Haymon, Innsbruck/Wien 2014, S. 396–409.
- Incarnazione. Caravaggios Finger des Ungläubigen Thomas als Verführung zum Fenster der Welt. Ein Beitrag zum Denken über eine Theorie des Bildes. In: Roman A. Siebenrock, Christoph J. Amor (Hrsg.), Handeln Gottes. Beiträge zur aktuellen Debatte (Qaestiones disputatae, Bd. 262) Herder, Freiburg i. Br. – Basel – Wien 2014, S. 508–534.
- Vertreibung aus der Heimat und Dar-Stellung. Zur Geschichte eines Kunst-Bildes. Beitrag zu einer Bild-Theorie. In: Innsbrucker Diskussionspapiere zu Politik, Religion und Kunst (= in der Reihe „Kunst und Kultur als politisches Konfliktpotential“), Nr. 40/8 (Jänner 2011), S. 1–30. Open Access
- Res artificiosa. Vermag die Kunst, das Leben zu verändern? Sudelbuchgedanken zu Sloterdijks Imperativ und über die Kunst-Geschichte. In: Lukas Madersbacher, Thomas Steppan (Hrsg.), De re artificiosa. Festschrift für Paul Naredi-Rainer zu seinem 60. Geburtstag, Schnell&Steiner, Regensburg 2010, S. 109–122.
- Die Wirklichkeit in ein Bild verwandeln. Zu einer Theorie des Bildes. Am Beispiel der „Zillertaler Inklinanten“, gemalt 1877 von Mathias Schmid. In: Elisabeth Walde (Hrsg.), Bildmagie und Brunnensturz. Visuelle Kommunikation von der klassischen Antike bis zur aktuellen medialen Kriegsberichterstattung, Studien-Verlag, Innsbruck-Wien-Bozen 2009, S. 283–300.
- Die Bild-Legende Anno Neun. In: Brigitte Mazohl, Bernhard Mertelseder (Hrsg.), Abschied vom Freiheitskampf? Tirol und „1809“ zwischen politischer Realität und Verklärung (= Schlern-Schriften, Bd. 346), Universitätsverlag Wagner, Innsbruck 2009, S. 371–391.
- Un-geheure Schönheit. Vom Begehren zwischen Leben und Tod (gem. mit Ruth Haas). In: Bernhard Braun / Leo Andergassen (Hrsg.), Kunst-Beziehung. Festschrift für Gert Ammann (= Schlern-Schriften, Bd. 343), Universitätsverlag Wagner, Innsbruck 2008, S. 205–216.
- Atmosphären, Verräumlichung und Bild. Verdinglichte Ekstasen oder von der Kunst, Wasser zu malen. In: Doris G. Eibl, Lorelies Ortner, Ingo Schneider, Christoph Ulf (Hrsg.), Wasser und Raum. Beiträge zu einer Kulturtheorie des Wassers, V&R Unipress, Göttingen 2008, S. 343–359.
- Albrecht Altdorfer, der Maler-Magier. Der Mythos als Werkzeug des Künstlers, gezeigt an einem gemalten Gebet. In: Künstler. Dichter. Gelehrte (= Mittelalter Mythen, hrsg. v. Ulrich Müller und Werner Wunderlich), Bd. IV, UVK, Konstanz 2005, S. 21–36.
- Reflections on verbal and nonverbal horizons of communications: communicating through art? In: Ontology of Dialogue: Philosophical & Artistic Experience (= International Readings on Theory, History and Philosophy of Culture, 13, ed. by Ljubava M. Moreva), St. Petersburg 2002, S. 145–154.
- Die Kunst, die Bilder zum Sprechen zu bringen. In memoriam Sir Ernst H. Gombrich. In: Kunsthistoriker aktuell, Jg.XVIII, 4/ 2001.

## Ehrungen
- 2016: Forschungspreis der Stiftung Südtiroler Sparkasse.
- 2021: Großes Ehrenzeichen für Verdienste um die Republik Österreich[18][19]